# Kimberly Lew-Jen-Tai
Kimberly Joanne Ramona Lew-Jen-Tai is een politica uit Curaçao. Zij is lid van de partij Movementu Futuro Kòrsou (MFK). Sinds 9 juni 2025 is zij minister van Bestuur, Planning en Diensten (BPD) in het Kabinet-Pisas III.